# روجرز بروبيكر
روجرز بروبيكر (بالإنجليزية: Rogers Brubaker)‏ هو عالم اجتماع أمريكي، ولد في 8 يونيو 1956 في إيفانستون في الولايات المتحدة.